# Лука Туйский
Лука Туйский (исп. Lucas de Tuy; умер в 1249) — леонский священник и хронист, епископ Туйский.
О жизни Луки Туйского известно очень немногое. Предположительно, он родился в Леоне или его окрестностях в конце XII века. Служил диаконом и каноником собора святого Исидора в Леоне, где, по-видимому, обучался. В юности Лука посетил Париж, а в понтификат Григория IX — Рим. Из произведения «De altera vita» известно о его путешествиях в Грецию, Константинополь, Армению и Тарс. В 1239 году Лука был рукоположен в епископы галисийского города Туй, однако в свою епархию прибыл лишь в 1241 году. Епископский пост Лука занимал до своей смерти в 1249 году.
Лука Туйский внёс значительный вклад в становление культа Исидора Севильского в Леоне, начало которому было положено обретением мощей святого в 1063 году. Три сохранившихся произведения Луки, в число которых входят «Chronicon mundi» («Всемирная хроника»), «Miracula sancti Isidori» («Чудеса святого Исидора») и «De altera vita» («Об иной жизни», трактат против ересей), наполнены идеями севильца. «Всемирная хроника» была составлена Лукой во время пребывания в Леоне между 1237 и 1239 годами по заказу королевы Беренгарии. Хроника охватывает период от Адама до 1236 года. В свой труд Лука включил объёмные фрагменты из трудов своих предшественников, дополняя их неправдоподобными и тенденциозными рассказами.

## Сочинения
- Lucae Tudensis. Chronicon Mundi / cura et studio Emma Falque. — Brepols, 2003. — Vol. LXXIV. — 412 p. — (Corpus Christianorum).